# إد غوست
إد غوست هو قاضي ومحامي وسياسي أمريكي، ولد في 27 يناير 1902 في مقاطعة سابين في الولايات المتحدة، وتوفي في 6 نوفمبر 1990 في دالاس في الولايات المتحدة. نشط حزبياً في الحزب الديمقراطي. وقد انتخب المدعي العام ‏ (1933 – 1937) وانتخب عضوًا في مجلس النواب الأمريكي.